# Bluegrass
Bluegrass é uma forma de música popular e tradicional norte-americana, com raízes na música tradicional das montanhas Apalaches. Este é um dos gêneros musicais característicos do sul dos Estados Unidos. Utiliza-se, principalmente, de instrumentos acústicos como banjo, guitarra acústica, violão, baixo acústico, dobro e violino. Como no jazz, os instrumentos revezam-se em solos e improvisos enquanto os outros fazem o acompanhamento - em contraste com o estilo musical anterior, onde todos os instrumentos tocavam a melodia juntos ou um instrumento levava a música enquanto os outros acompanhavam.